# مارغريت روب
مارغريت روب هي متزلجة كندية، ولدت في 1942 في ساسكاتون في كندا.

## وصلات خارجية
- مارغريت روب على موقع SpeedSkatingStats.com (الإنجليزية)
- مارغريت روب على موقع اللجنة الأولمبية الدولية (الإنجليزية)
- مارغريت روب على موقع أوليمبيديا (الإنجليزية)
- مارغريت روب على موقع قاعة مشاهير الرياضة في ساسكاتشوان (الإنجليزية)